# EWK-priset

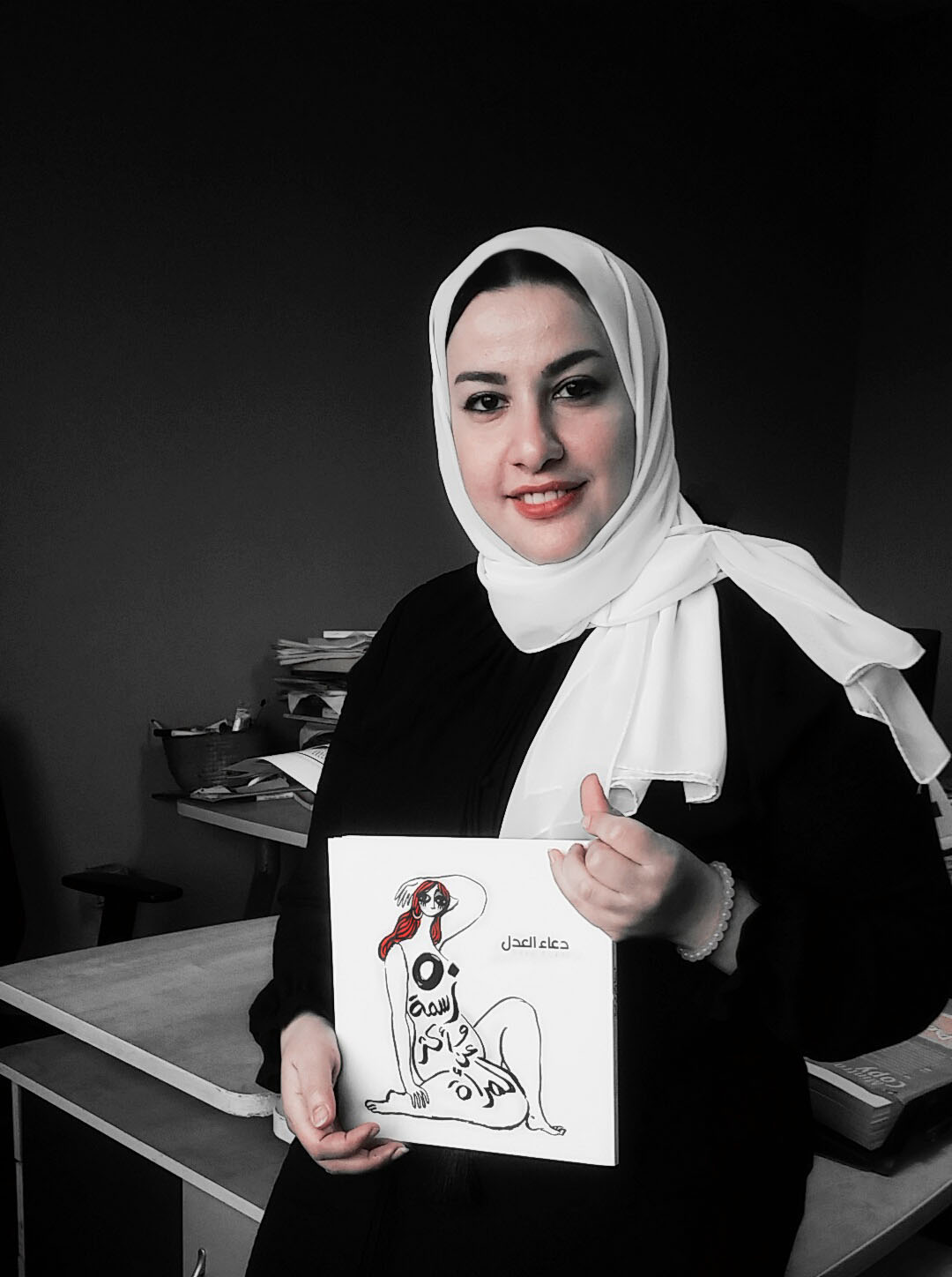
Doaa el-Adl, pristagare 2020

EWK-priset är ett pris som delas ut till konstnärer som verkar i Ewert Karlssons anda. Priset instiftades år 2000 av EWK-Sällskapet och har, de senaste åren, delats ut i samarbete med tidningen Dagens Arbete.

## Pristagare
- 2000: Riber Hansson
- 2001: Finn Graff
- 2002: Janusz "Mayk" Majewski
- 2003: Leif Zetterling
- 2005: Siri Dokken
- 2008: Ulf Frödin
- 2010: Sara Granér
- 2011: Robert Nyberg
- 2012: Magnus Bard
- 2013: Liv Strömquist
- 2014: Lars-Erik "Lehån" Håkansson
- 2015: Saad Hajo
- 2016: Zapiro, Sydafrika
- 2017: Charlie Christensen
- 2018: Max Gustafson
- 2019: Karin Z. Sunvisson[1][2]
- 2020: Doaa el-Adl, Egypten[3][4]
- 2021: Ann Telnaes, USA[5]
- 2022: Julie Leonardsson[6]